# Allaire (Morbihan)
 (février 2021).
Pour les articles homonymes, voir Allaire.
Allaire [alɛʁ] est une commune du département du Morbihan, en Bretagne, en France.

## Géographie

### Situation
Allaire est située à neuf kilomètres à l'ouest de Redon (Ille-et-Vilaine) et dans le triangle Rennes (77 km) / Nantes (78 km) / Vannes (47 km).
Les communes limitrophes sont Saint-Perreux, Saint-Jean-la-Poterie, Rieux, Saint-Dolay, Béganne, Saint-Gorgon et Saint-Jacut-les-Pins.
C'est l’une des communes de la Communauté de communes du Pays de Redon (CCPR) devenue Redon Agglomération en 2018.

### Hydrographie
Pour un article plus général, voir Réseau hydrographique du Morbihan.
La commune est située dans le bassin Loire-Bretagne. Elle est drainée par la Vilaine, l'Arz, le Gléré, le Quip, le ruisseau de la Noë voisin et l'étier Marguerite,,.
La Vilaine, d'une longueur de 218 km, prend sa source dans la commune de Juvigné et se jette  dans l'Océan Atlantique à Camoël, après avoir traversé 56 communes. 
L'Arz , d'une longueur de 66 km km, prend sa source dans la commune de Plaudren et se jette  dans l'Oust à Saint-Jean-la-Poterie, après avoir traversé 15 communes. 

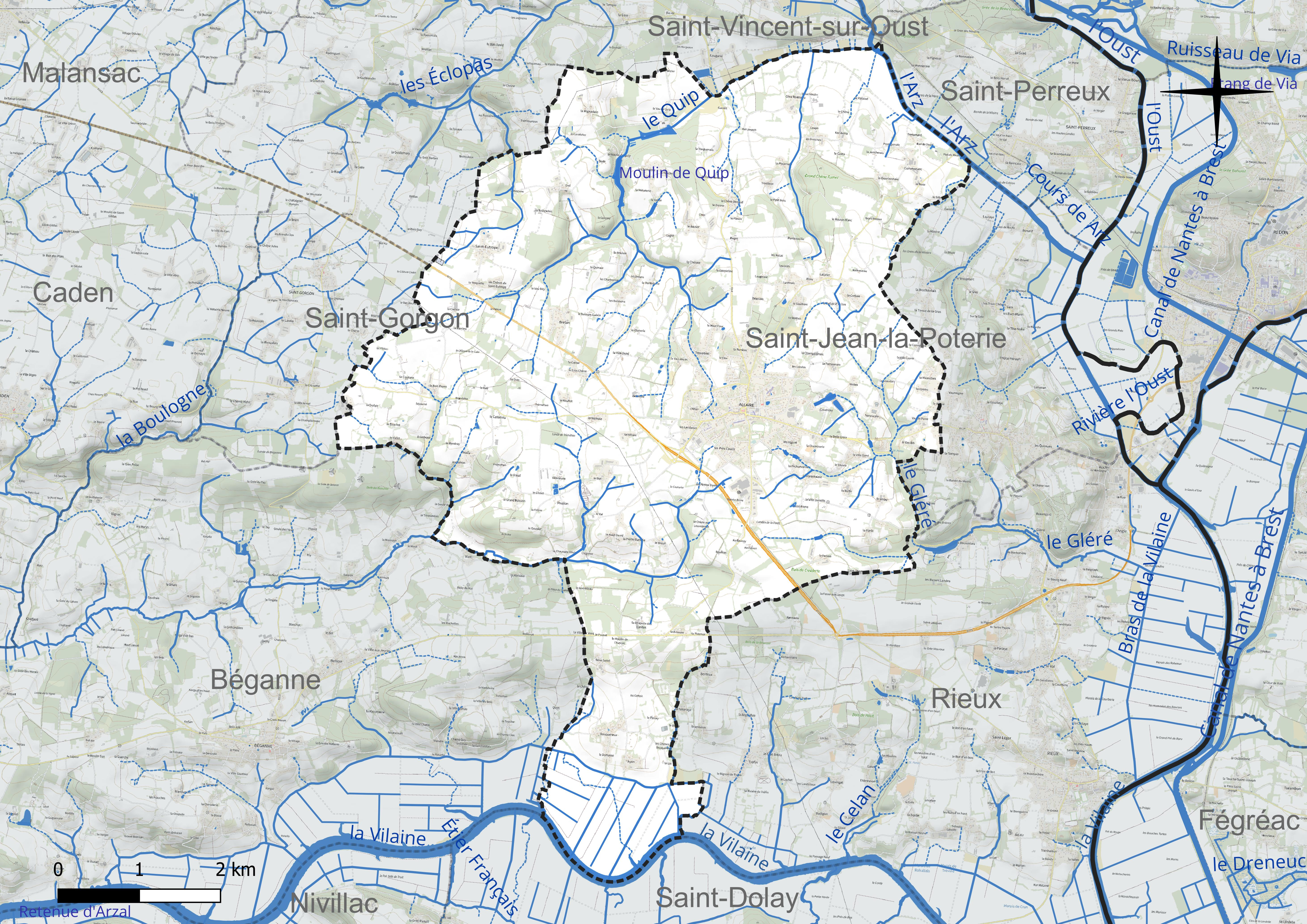
Réseau hydrographique d'Allaire.

Un plan d'eau complète le réseau hydrographique : Moulin de Quip (3,53 ha),.

### Climat
Pour des articles plus généraux, voir Climat de la Bretagne et Climat du Morbihan.
En 2010, le climat de la commune est de type climat océanique franc, selon une étude du CNRS s'appuyant sur une série de données couvrant la période 1971-2000. En 2020, Météo-France publie une typologie des climats de la France métropolitaine dans laquelle la commune est exposée à un climat océanique et est dans la région climatique Bretagne orientale et méridionale, Pays nantais, Vendée, caractérisée par une faible pluviométrie en été et une bonne insolation. Parallèlement l'observatoire de l'environnement en Bretagne publie en 2020 un zonage climatique de la région Bretagne, s'appuyant sur des données de Météo-France de 2009. La commune est, selon ce zonage, dans la zone « Intérieur Est », avec des hivers frais, des étés chauds et des pluies modérées.
Pour la période 1971-2000, la température annuelle moyenne est de 11,6 °C, avec une amplitude thermique annuelle de 12,8 °C. Le cumul annuel moyen de précipitations est de 826 mm, avec 12,6 jours de précipitations en janvier et 6,2 jours en juillet. Pour la période 1991-2020, la température moyenne annuelle observée sur la station météorologique la plus proche, située sur la commune de Saint-Jacut-les-Pins à 7 km à vol d'oiseau, est de 12,4 °C et le cumul annuel moyen de précipitations est de 947,8 mm,. Pour l'avenir, les paramètres climatiques de la commune estimés pour 2050 selon différents scénarios d'émission de gaz à effet de serre sont consultables sur un site dédié publié par Météo-France en novembre 2022.

## Urbanisme

### Typologie
Au 1er janvier 2024, Allaire est catégorisée bourg rural, selon la nouvelle grille communale de densité à sept niveaux définie par l'Insee en 2022.
Elle appartient à l'unité urbaine de Redon, une agglomération inter-régionale regroupant six  communes, dont elle est une commune de la banlieue,,. Par ailleurs la commune fait partie de l'aire d'attraction de Redon, dont elle est une commune de la couronne,. Cette aire, qui regroupe 22 communes, est catégorisée dans les aires de moins de 50 000 habitants,.

### Occupation des sols
L'occupation des sols de la commune, telle qu'elle ressort de la base de données européenne d’occupation biophysique des sols Corine Land Cover (CLC), est marquée par l'importance des territoires agricoles (78,8 % en 2018), en diminution par rapport à 1990 (82,2 %). La répartition détaillée en 2018 est la suivante : 
terres arables (30,5 %), zones agricoles hétérogènes (29,1 %), prairies (19,1 %), forêts (14,1 %), zones urbanisées (5,9 %), zones industrielles ou commerciales et réseaux de communication (0,7 %), eaux continentales (0,4 %). L'évolution de l’occupation des sols de la commune et de ses infrastructures peut être observée sur les différentes représentations cartographiques du territoire : la carte de Cassini (XVIIIe siècle), la carte d'état-major (1820-1866) et les cartes ou photos aériennes de l'IGN pour la période actuelle (1950 à aujourd'hui).

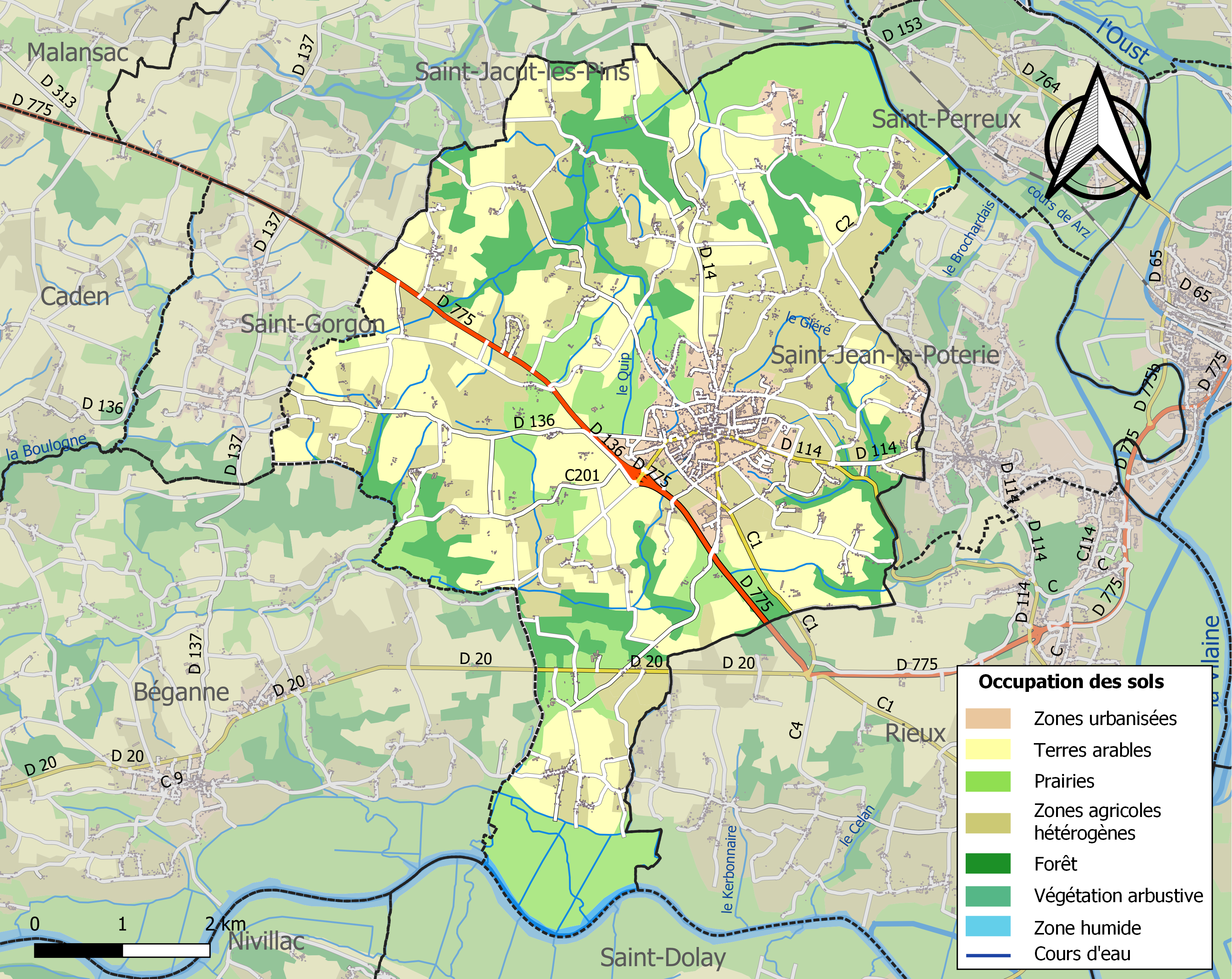
Carte des infrastructures et de l'occupation des sols de la commune en 2018 (CLC).

## Toponymie
Le nom de la localité est attesté sous les formes Alair en 878, Halaer au XIe siècle, Aler en 1387, Aloir en 1460, Allair en 1516, Aller en 1654.
Il viendrait de l'anthroponyme Alarius plutôt que l'hagionyme Saint Hilaire.
La prononciation du nom de la localité en gallo a été relevée sous la forme Allè par Henri-François Buffet.

## Histoire

### Antiquité
Le fanum de Léhéro, découvert en 1899 par le chanoine Le Mené, a livré plusieurs statues de Vénus en terre cuite.
Une portion de la voie romaine antique reliant les villes de Nantes et Vannes a été découverte lors de la construction d'une route express à quatre voies. Les travaux ont alors été interrompus et une équipe archéologique a été dépêchée pour procéder à des fouilles préventives avant de continuer les travaux,.

## Infrastructures

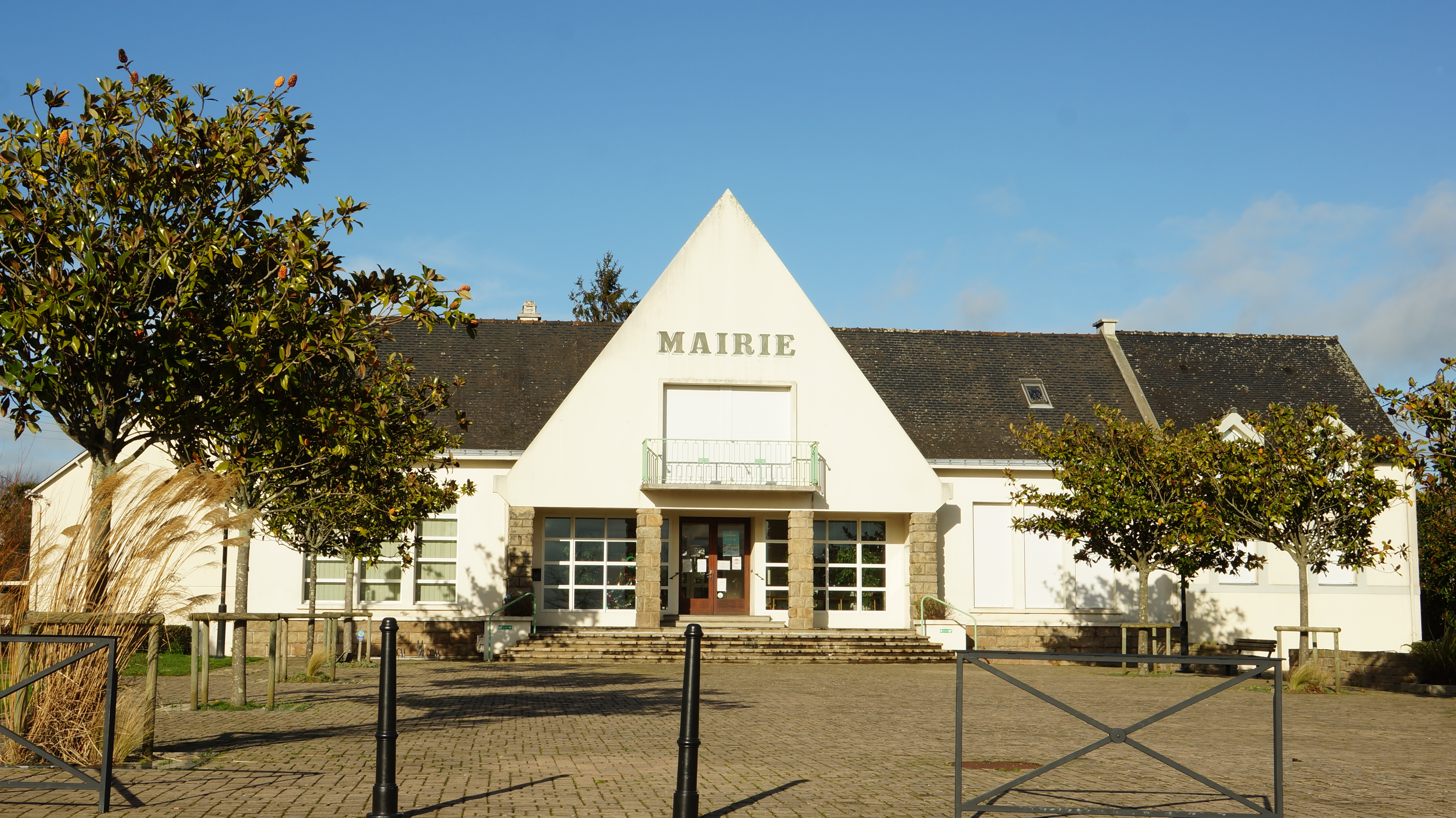
La mairie d'Allaire, vue de devant, avant travaux

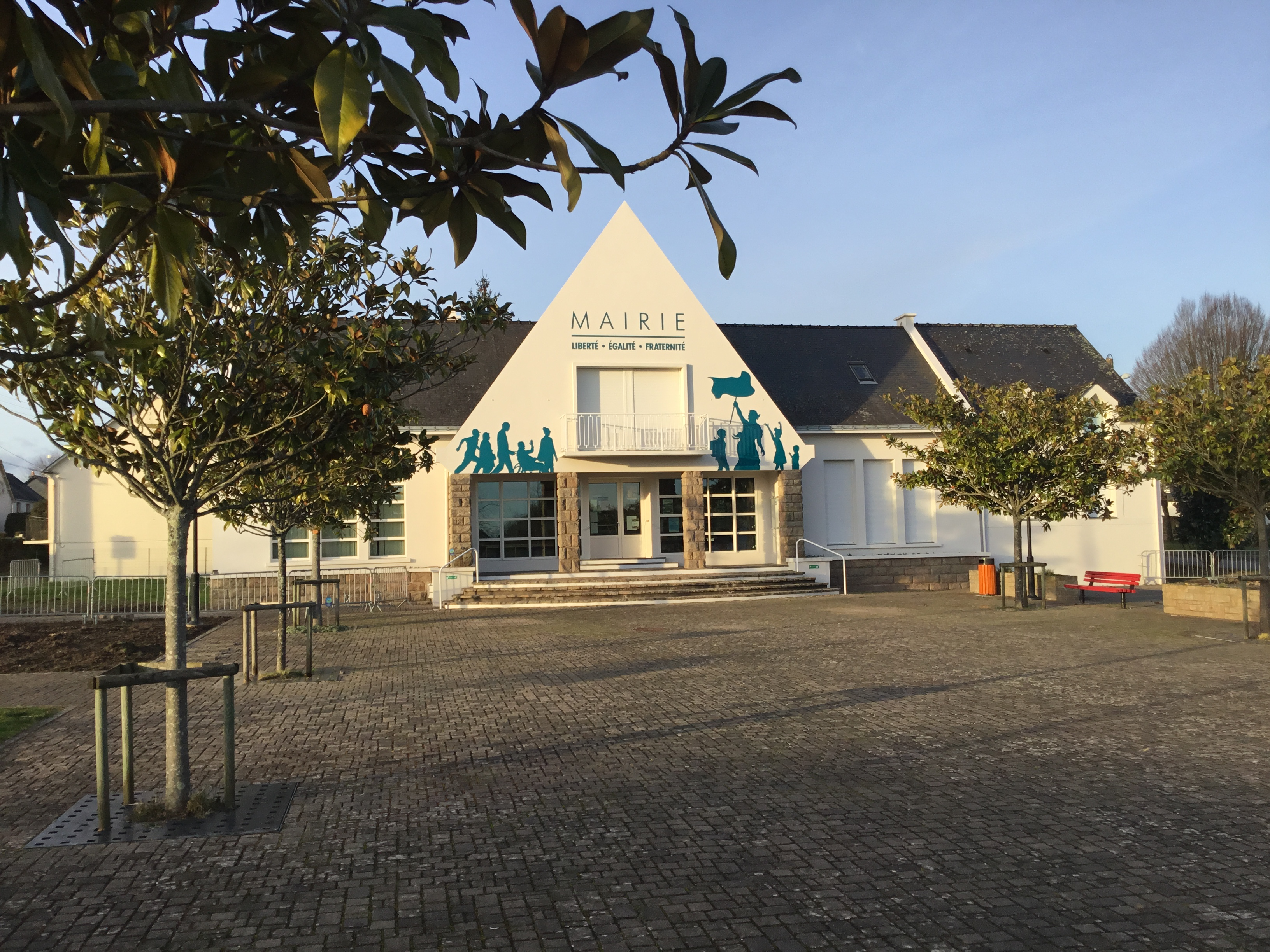
La mairie d'Allaire, vue de devant, après travaux

La ville d'Allaire possède une médiathèque, comprenant un espace multimédia. Elle comporte également un espace jeunes géré par l'association La Fédé.
Écoles et collèges
La ville compte aussi deux écoles et un collège :
- l'école privée Sainte-Anne est composée d'un bâtiment pour accueillir les classes de maternelle et un deuxième qui accueille les classes de primaire[32] ;
- l'école publique Renaudeau[33].
- le collège privé sous contrat Saint-Hilaire[34]. Il possède une salle de sport avec vestiaires et mur d'escalade.

Salle polyvalentes
La commune est équipée de deux salles polyvalentes :
- la Ferme de Coueslé a été rénovée en 2013[35] ;Façade avant de la ferme de Coueslé

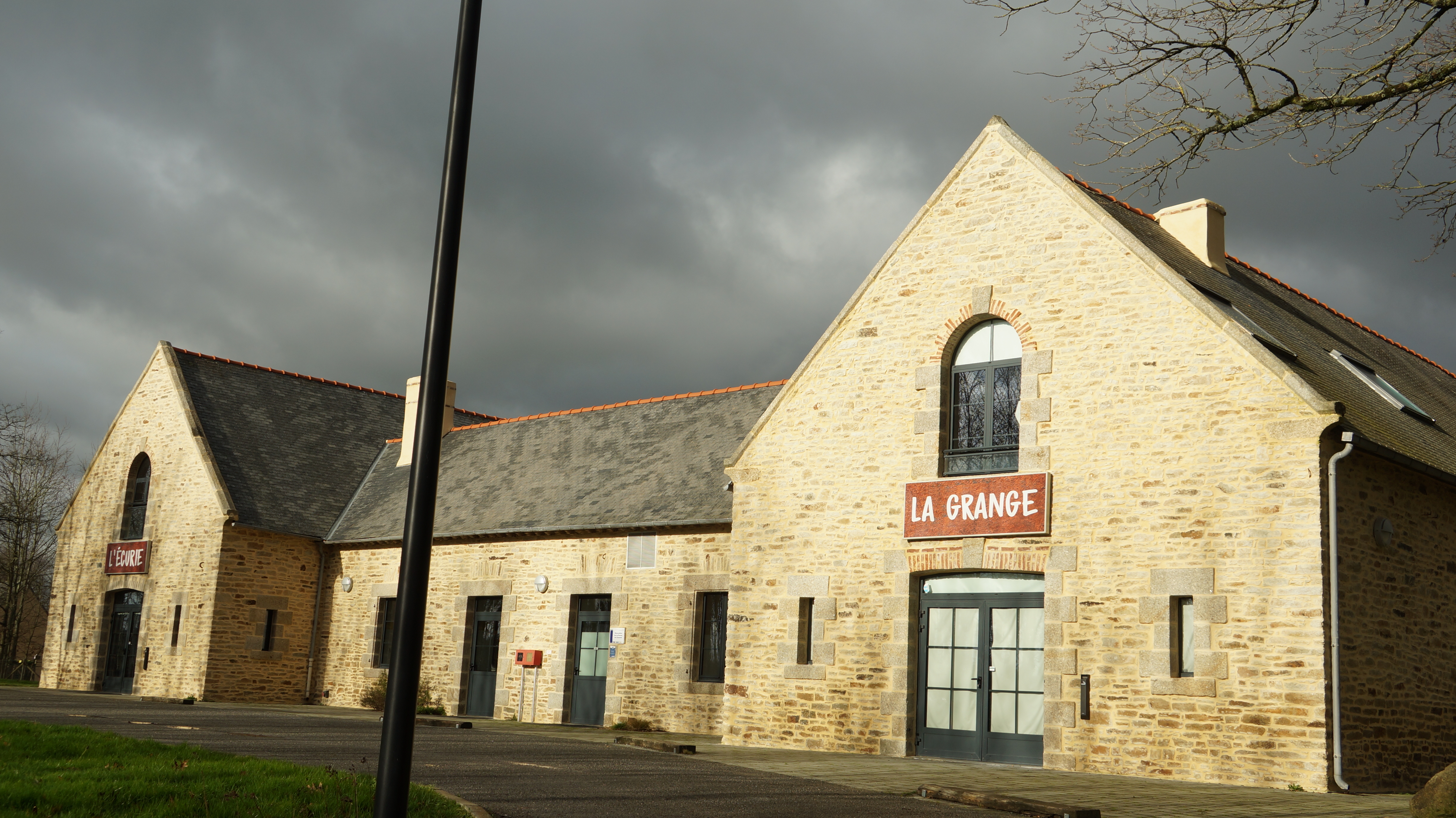
Façade avant de la ferme de Coueslé

- la Maison du Temps Libre[36].

## Entreprises
La ville compte quelques entreprises dont : les Celluloses de la loire (CDL), Méhat.

## Politique et administration
En 2010, la commune d'Allaire a été récompensée par le label « Ville Internet @@@ ».

### Politique de développement durable
La ville a engagé une politique de développement durable en lançant une démarche d'Agenda 21 en 2009.

### Liste des maires
| Période                                  | Période  | Identité             | Étiquette | Qualité                                                        |
| ---------------------------------------- | -------- | -------------------- | --------- | -------------------------------------------------------------- |
| 1790                                     | 1810     | Jean Voisin          |           |                                                                |
| 1810                                     | 1829     | Jean Fouesnel        |           |                                                                |
| 1829                                     | 1831     | Julien Josso         |           |                                                                |
| 1831                                     | 1833     | M. Richard           |           |                                                                |
| 1833                                     | 1835     | Jean Voisin          |           |                                                                |
| 1835                                     | 1857     | Julien Josso         |           |                                                                |
| 1857                                     | 1865     | Jean-Marie Chemin    |           |                                                                |
| 1865                                     | 1870     | Charles de Forges    |           |                                                                |
| 1870                                     | 1871     | Raoul Marie Mathurin |           |                                                                |
| 1871                                     | 1878     | Charles de Forges    |           |                                                                |
| 1878                                     | 1881     | Léon Le Comte        |           |                                                                |
| 1881                                     | 1882     | Gaudence Guehenneux  |           |                                                                |
| 1882                                     | 1884     | Pierre Fleury        |           |                                                                |
| 1884                                     | 1886     | Paul de Forges       |           |                                                                |
| 1886                                     | 1888     | Pierre Mouraud       |           |                                                                |
| 1888                                     | 1891     | Paul de Forges       |           |                                                                |
| 1891                                     | 1896     | Georges de Gibon     |           |                                                                |
| 1896                                     | 1900     | Joseph Thaumoux      |           |                                                                |
| 1900                                     | 1923     | Joseph Le Mauff      |           | Conseiller général du Canton d'Allaire (1904-1910 / 1919-1923) |
| 1923                                     | 1929     | Jules Bocquel        |           |                                                                |
| 1929                                     | 1930     | Jean Paris           |           |                                                                |
| 1930                                     | 1945     | Jean Duval           |           |                                                                |
| 1945                                     | 1971     | Honoré Lelièvre      | UDR       | Conseiller général du Canton d'Allaire (1945-1976)             |
| 1971                                     | 1995     | René Le Coustumer    | DVD       | Conseiller général du Canton d'Allaire (1983-1994)             |
| 1995                                     | 2008     | Daniel Baron         | PS        |                                                                |
| 2008 Réélu en 2014 et 2020               | En cours | Jean-François Mary   | DVG-LREM  | Enseignant - Président de la Redon Agglomération (depuis 2014) |
| Les données manquantes sont à compléter. |          |                      |           |                                                                |

## Démographie
L'évolution du nombre d'habitants est connue à travers les recensements de la population effectués dans la commune depuis 1793. Pour les communes de moins de 10 000 habitants, une enquête de recensement portant sur toute la population est réalisée tous les cinq ans, les populations de référence des années intermédiaires étant quant à elles estimées par interpolation ou extrapolation. Pour la commune, le premier recensement exhaustif entrant dans le cadre du nouveau dispositif a été réalisé en 2008.

En 2022, la commune comptait 3 906 habitants, en évolution de +1,69 % par rapport à 2016 (Morbihan : +3,82 %, France hors Mayotte : +2,11 %).
| 1793  | 1800  | 1806  | 1821  | 1831  | 1836  | 1841  | 1846  | 1851  |
| ----- | ----- | ----- | ----- | ----- | ----- | ----- | ----- | ----- |
| 2 015 | 2 070 | 2 106 | 1 891 | 2 029 | 2 018 | 1 975 | 2 126 | 2 149 |

| 1856  | 1861  | 1866  | 1872  | 1876  | 1881  | 1886  | 1891  | 1896  |
| ----- | ----- | ----- | ----- | ----- | ----- | ----- | ----- | ----- |
| 2 127 | 2 185 | 2 252 | 2 300 | 2 283 | 2 379 | 2 373 | 2 358 | 2 374 |

| 1901  | 1906  | 1911  | 1921  | 1926  | 1931  | 1936  | 1946  | 1954  |
| ----- | ----- | ----- | ----- | ----- | ----- | ----- | ----- | ----- |
| 2 326 | 2 393 | 2 320 | 2 179 | 2 165 | 2 119 | 2 096 | 2 155 | 2 052 |

| 1962  | 1968  | 1975  | 1982  | 1990  | 1999  | 2006  | 2008  | 2013  |
| ----- | ----- | ----- | ----- | ----- | ----- | ----- | ----- | ----- |
| 2 103 | 2 219 | 2 394 | 2 686 | 2 990 | 3 188 | 3 487 | 3 569 | 3 727 |

| 2018  | 2022  | - | - | - | - | - | - | - |
| ----- | ----- | - | - | - | - | - | - | - |
| 3 866 | 3 906 | - | - | - | - | - | - | - |

## Culture et patrimoine

### Lieux et monuments

#### Édifices religieux
- Le moulin de Brancheleux

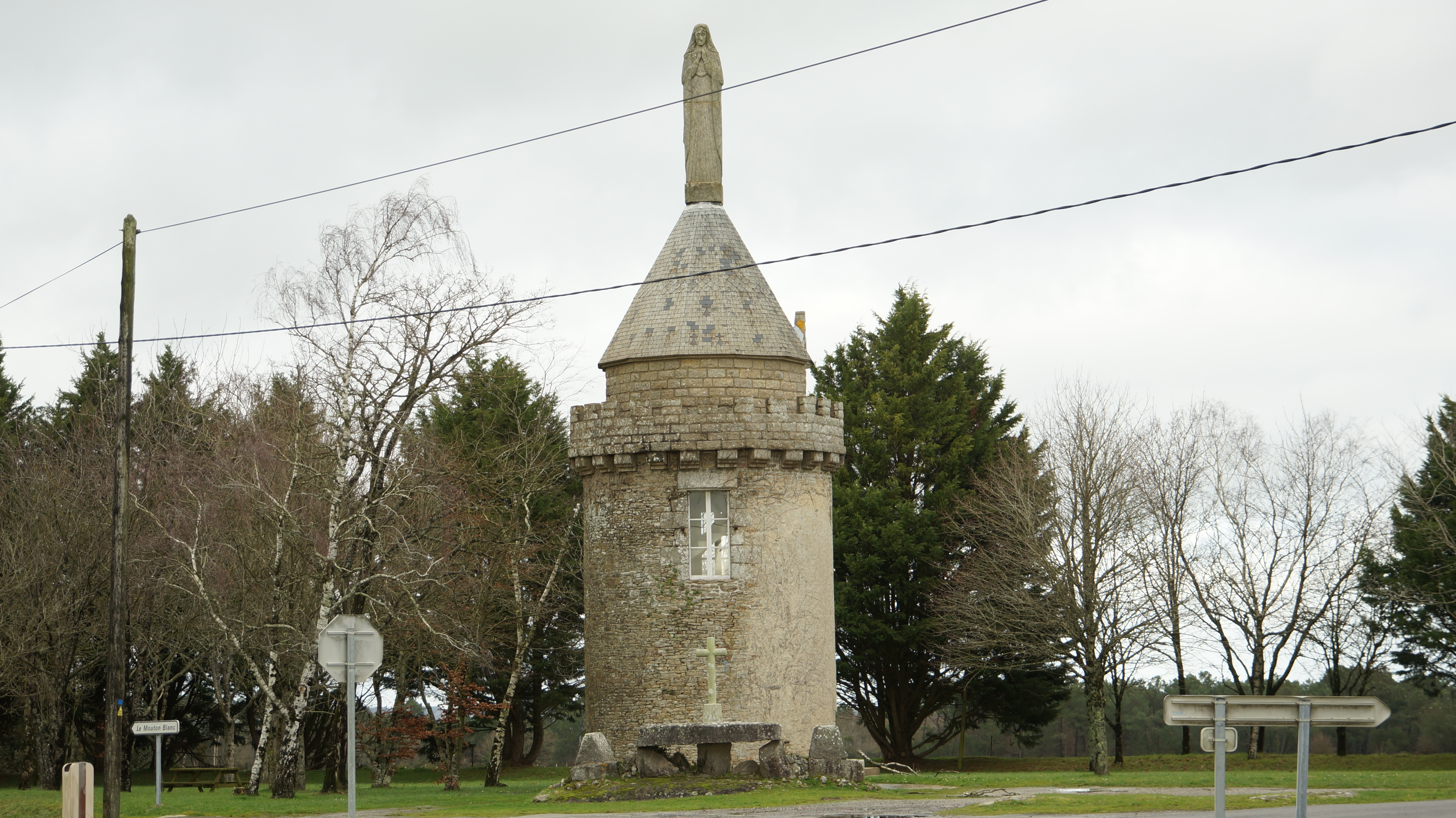
Le moulin de Brancheleux à Allaire vue de devant.
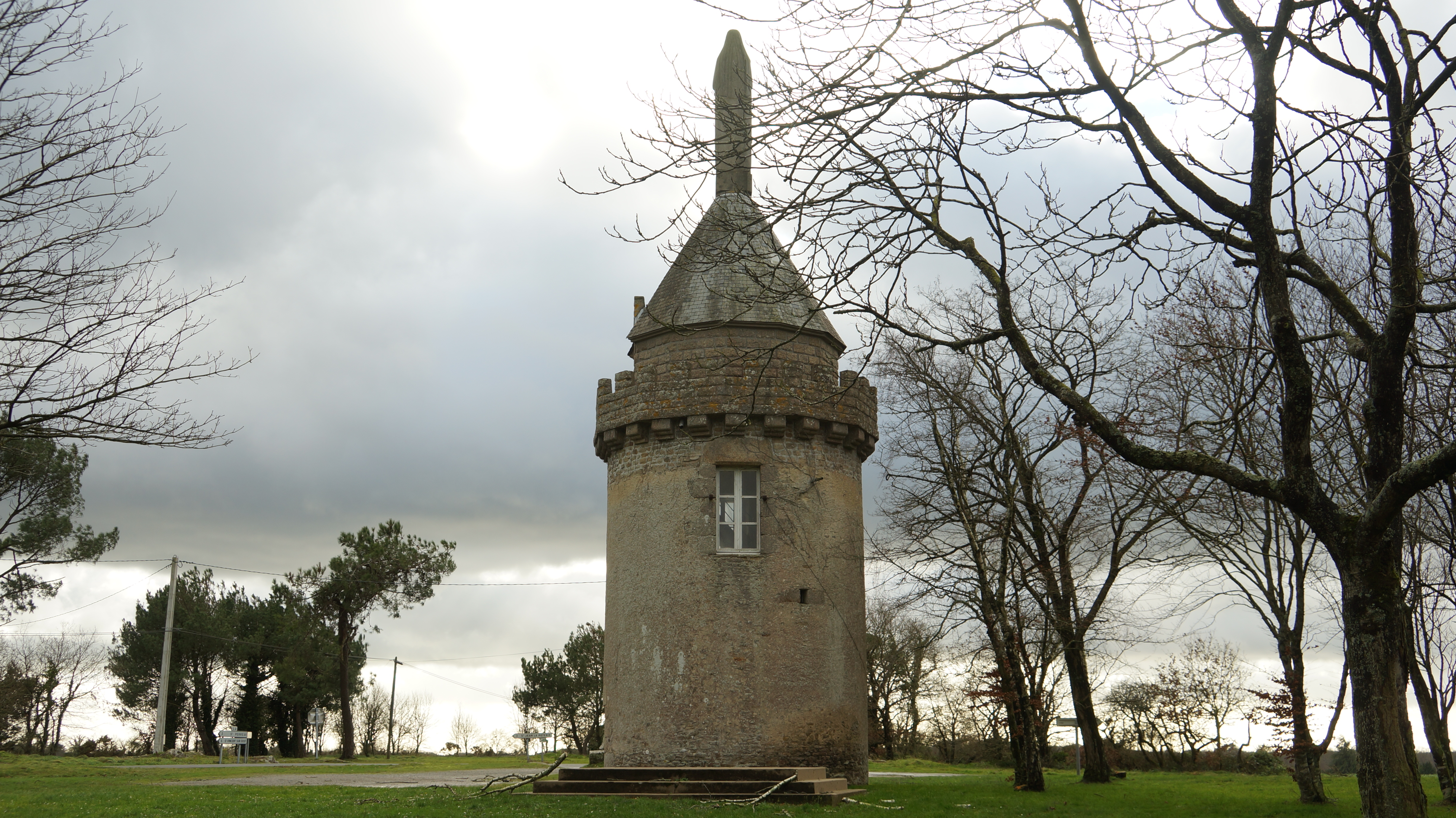
Le moulin de Brancheleux à Allaire vue de derrière.

- Chapelle Sainte-Barbe

Chapelle Sainte-Barbe
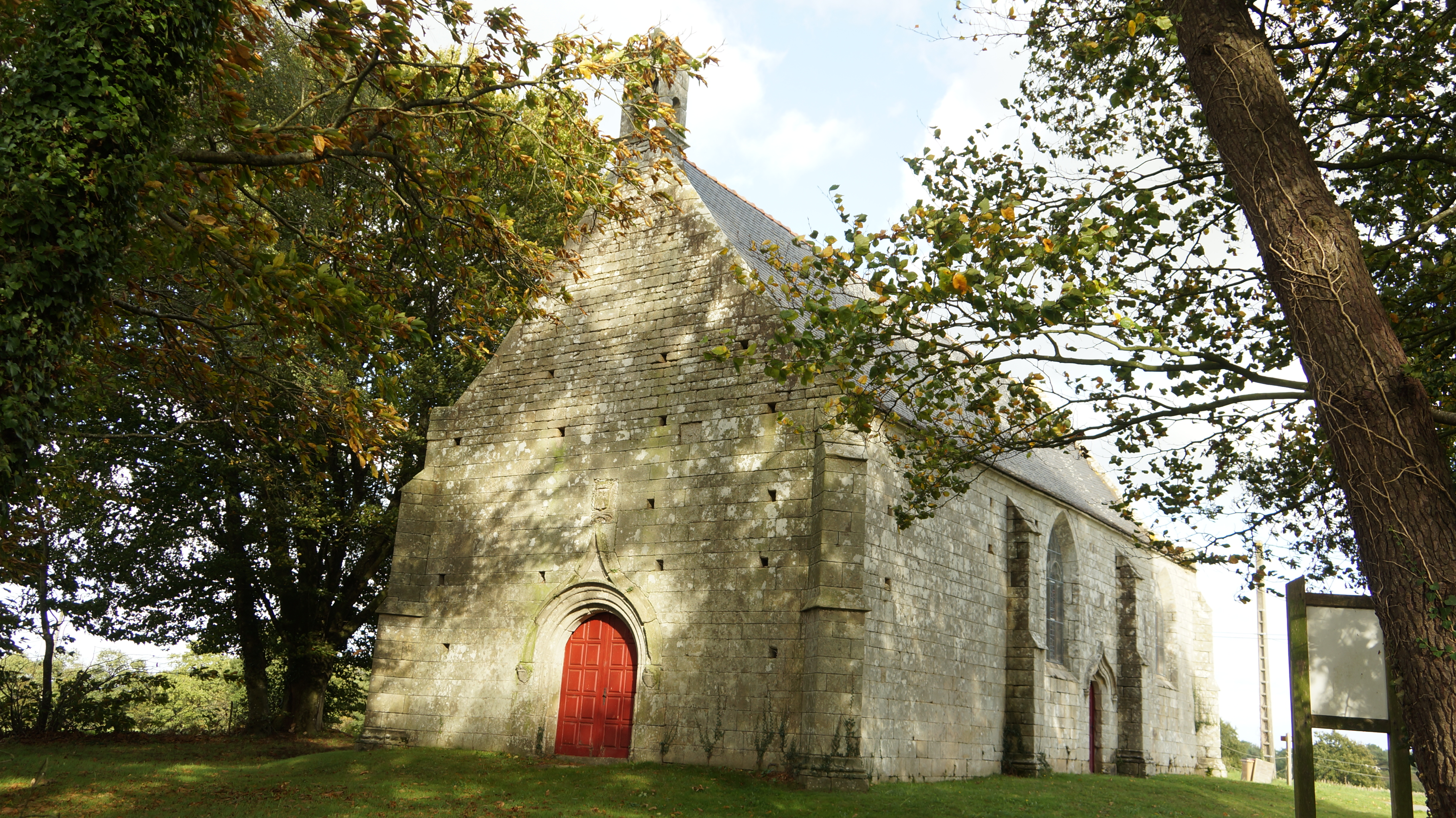
Vue de la façade ouest
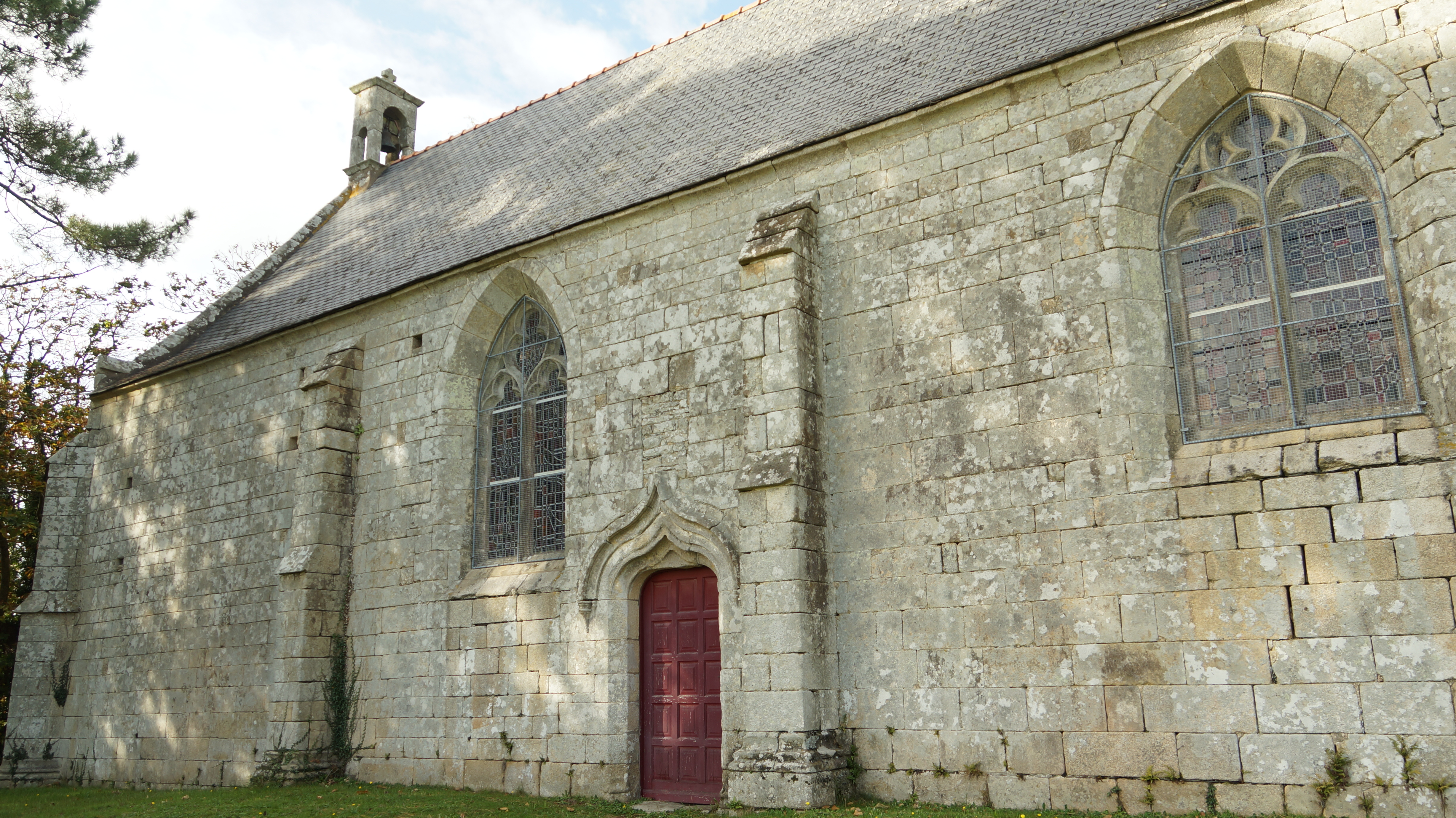
Vue de la façade nord

La chapelle Sainte-Barbe a été construite en 1484 sur ordre de Guillaume de Bogier le seigneur du Vaudequip. La chapelle subit sa première restauration en 1715.
- Chapelle Saint-Eutrope

La chapelle de Saint-Eutrope
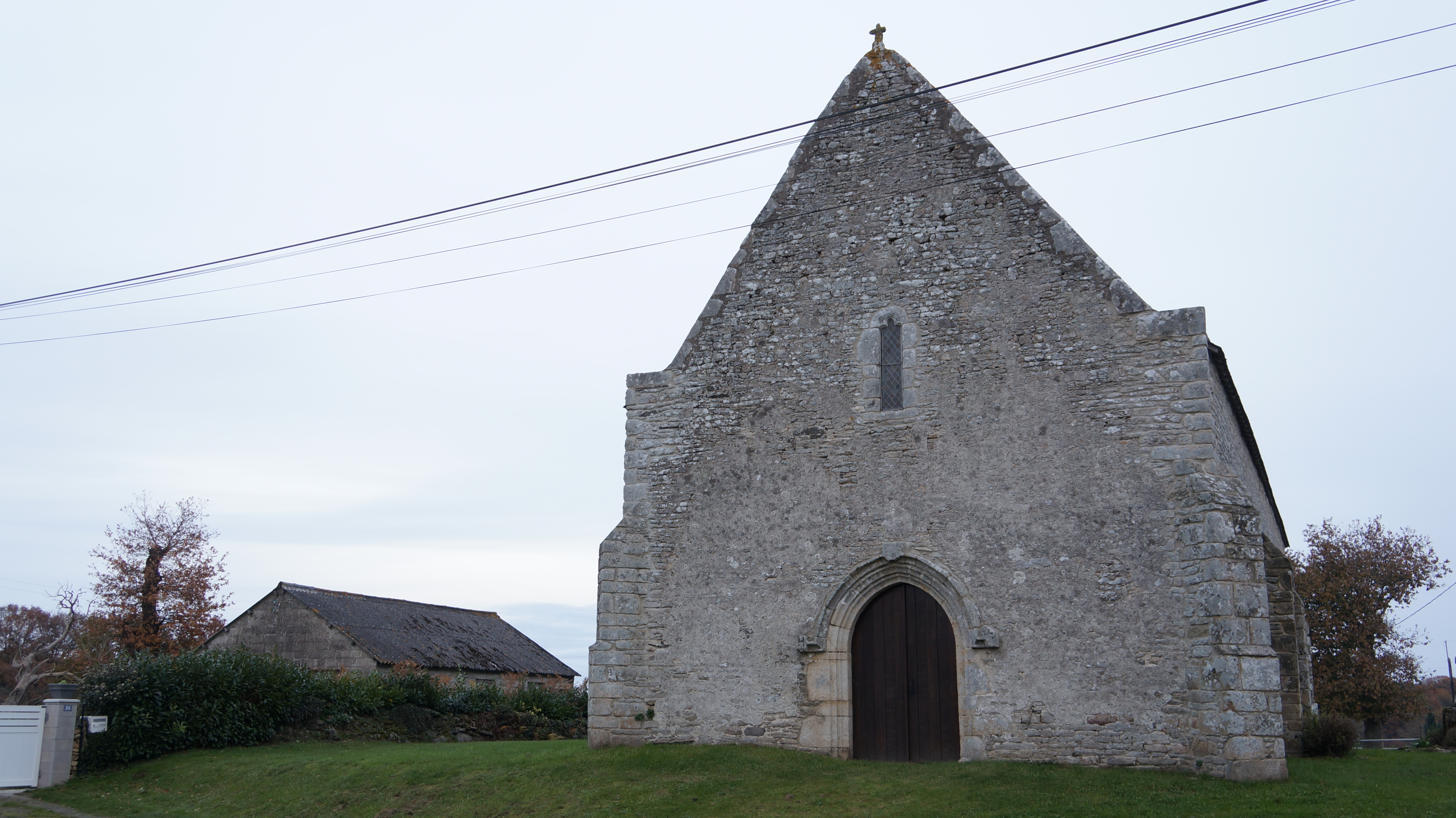
La chapelle de Saint-Eutrope (vue de l'entrée) à Allaire dans le Morbihan.
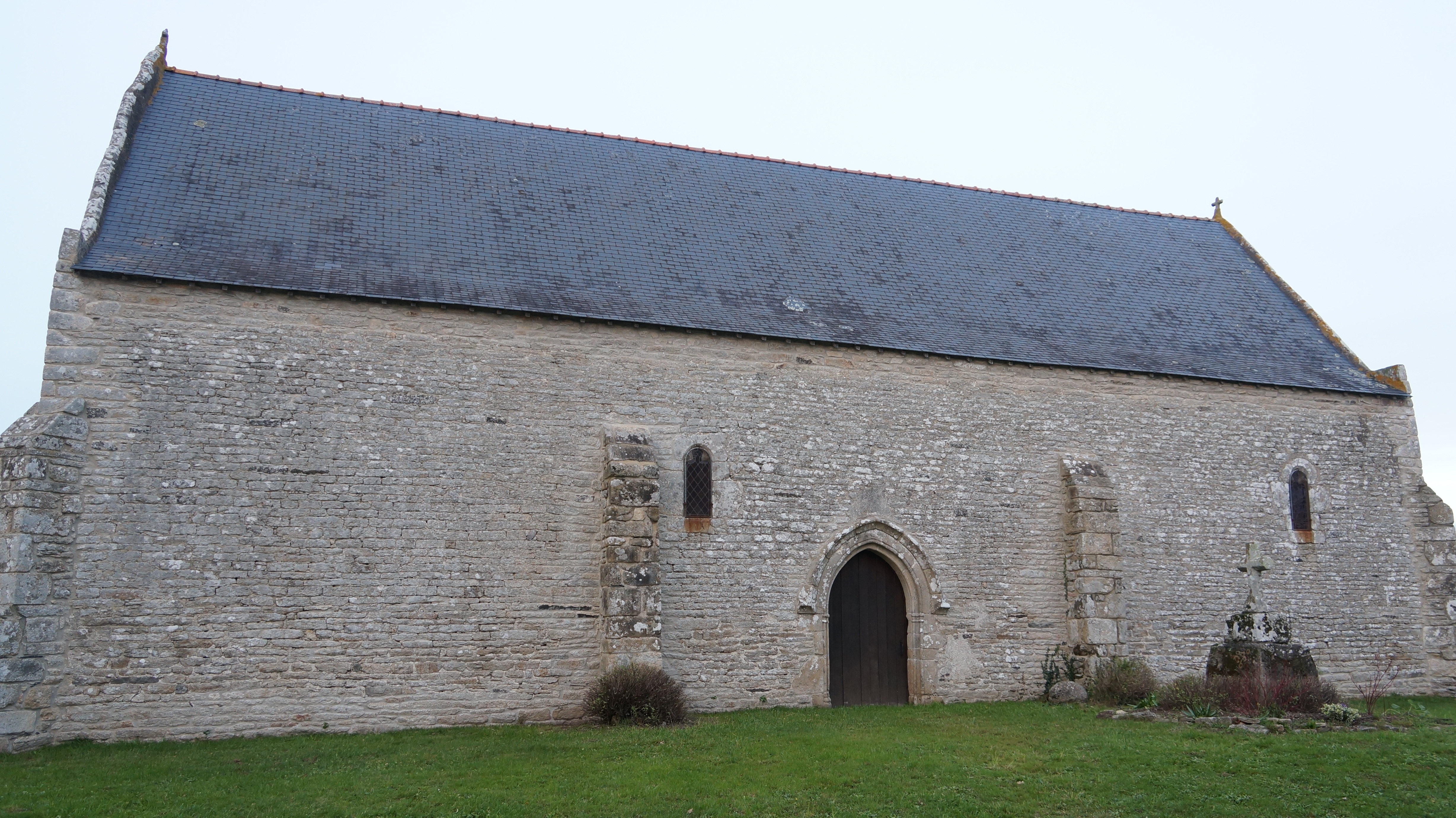
La chapelle de Saint-Eutrope (vue de côté) à Allaire dans le Morbihan.
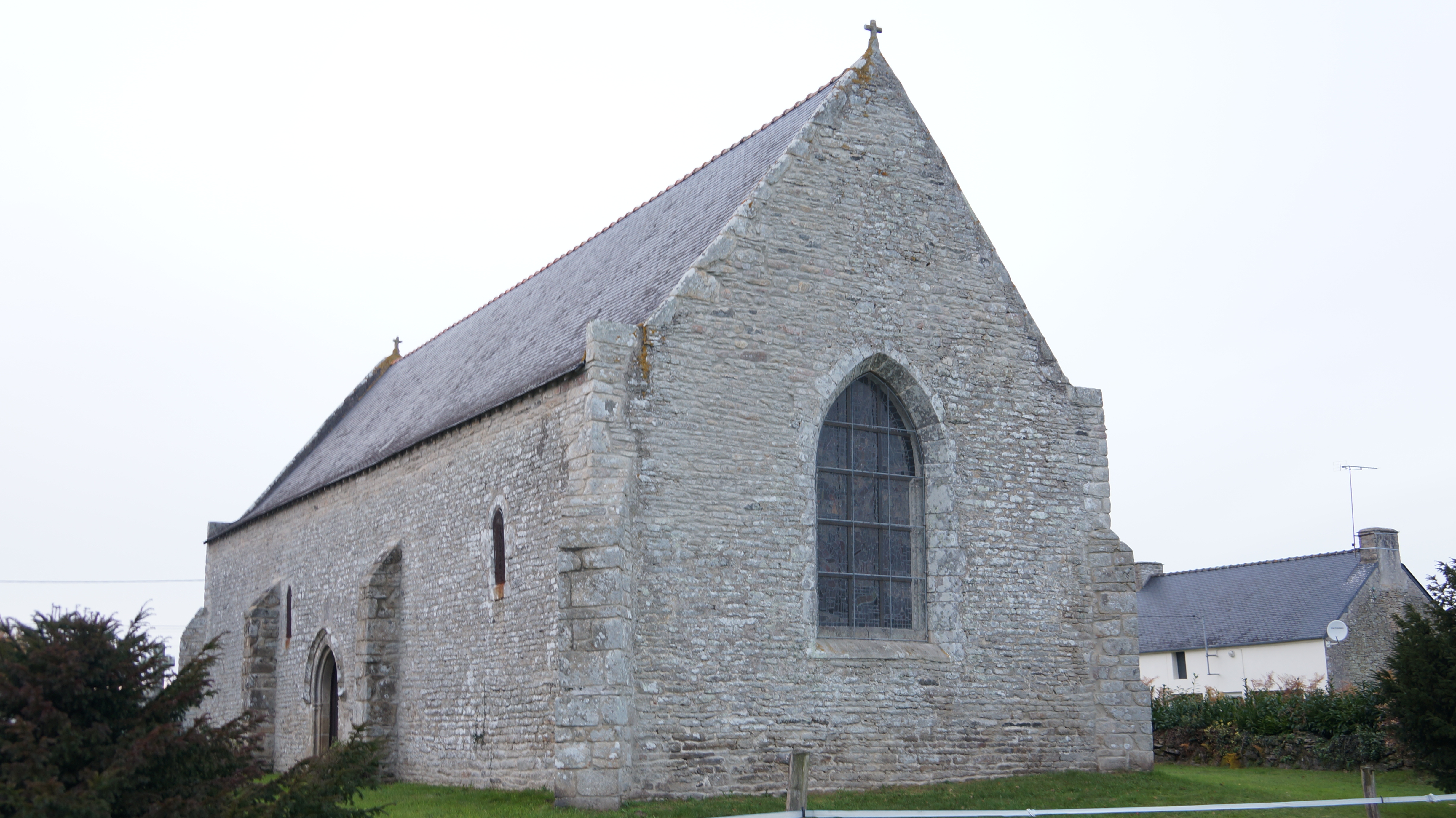
La chapelle de Saint-Eutrope (vue de derrière) à Allaire dans le Morbihan.

La chapelle dont la construction date du 16e siècle fut restaurée en 1976.
- Chapelle Saint-Étienne

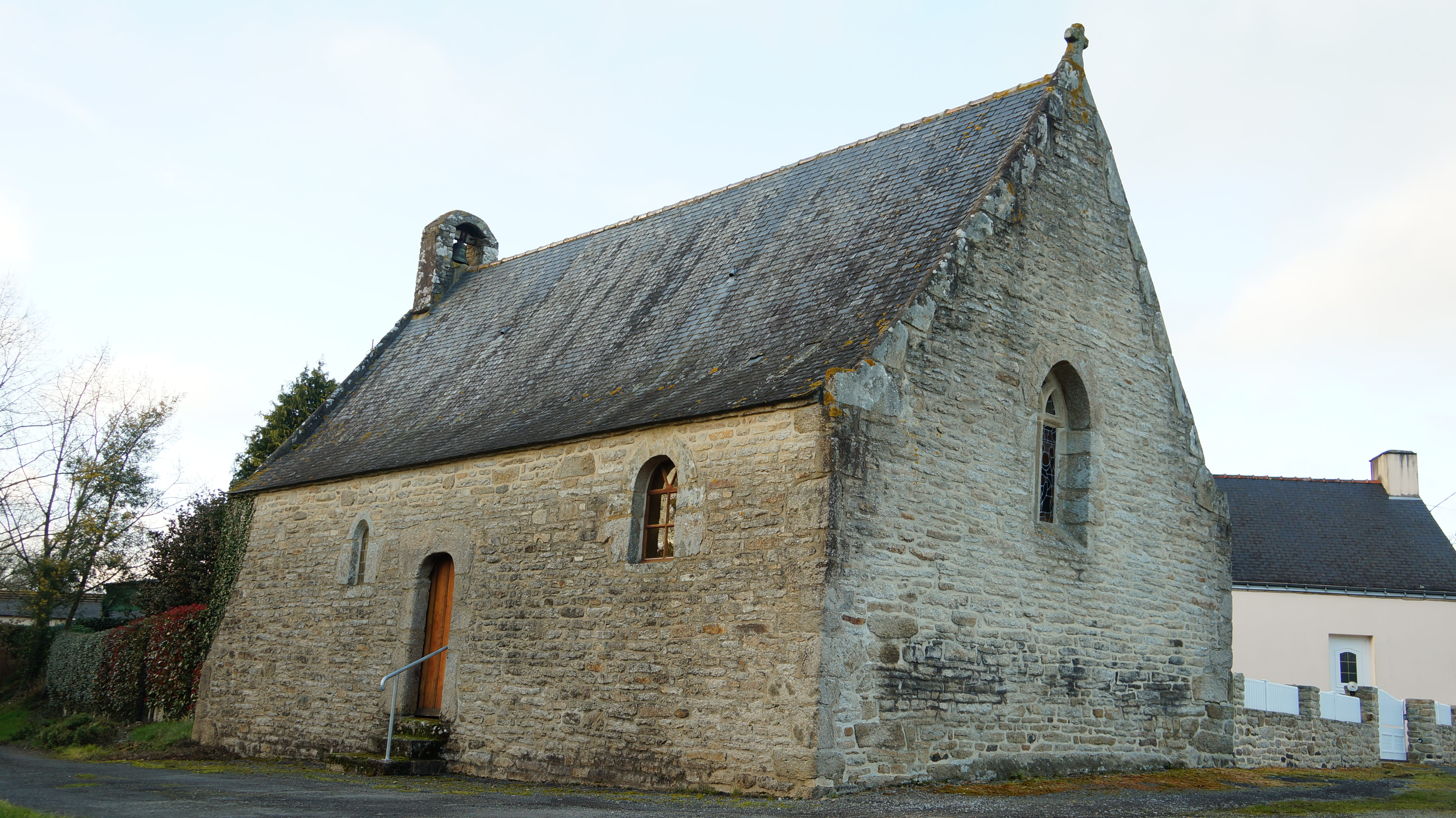
La chapelle Saint-Étienne au Bois-Payen à Allaire. Vue d'ensemble de la chapelle côté sud.
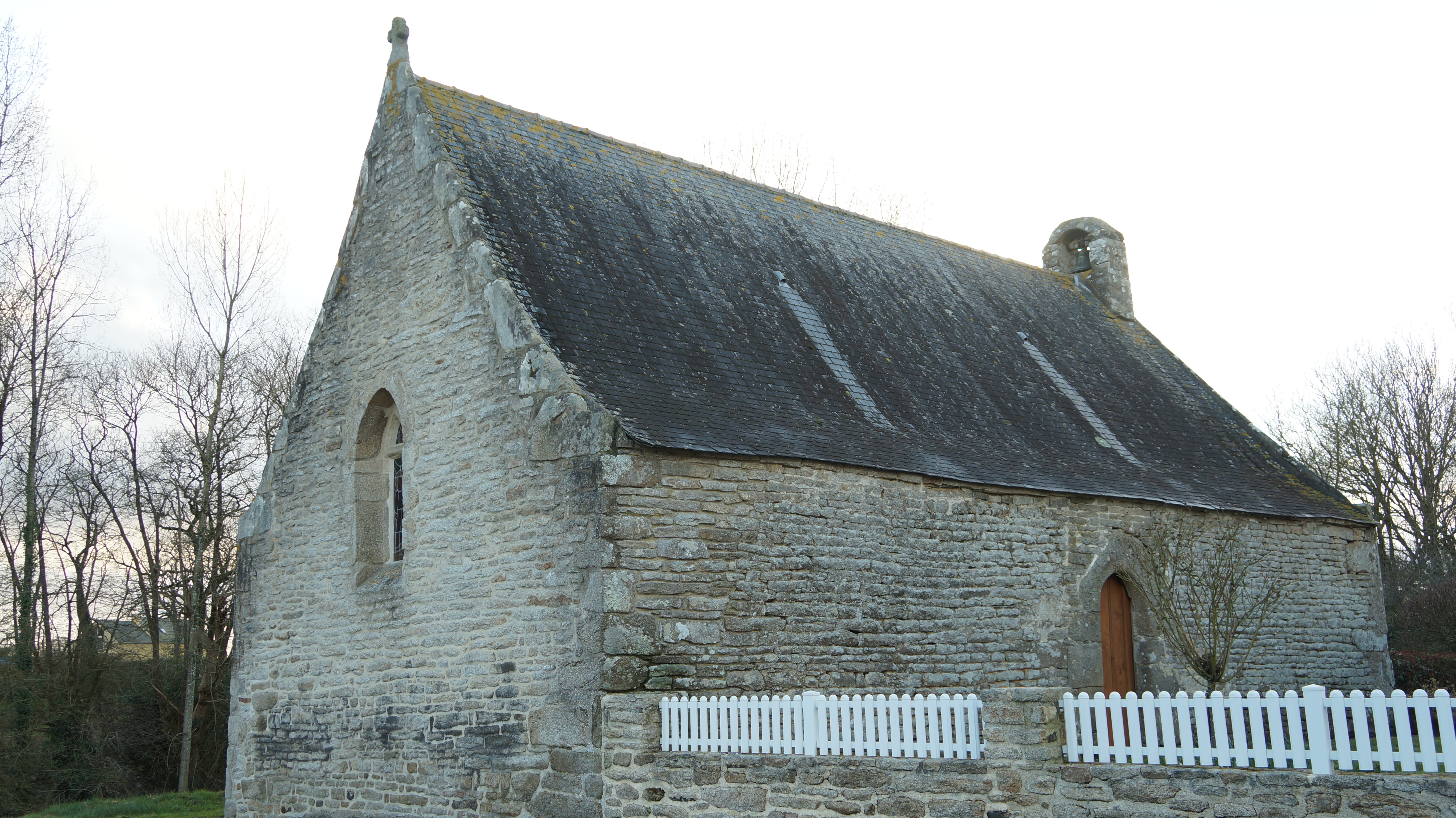
La chapelle Saint-Étienne au Bois-Payen à Allaire. Vue d'ensemble de la chapelle côté nord.
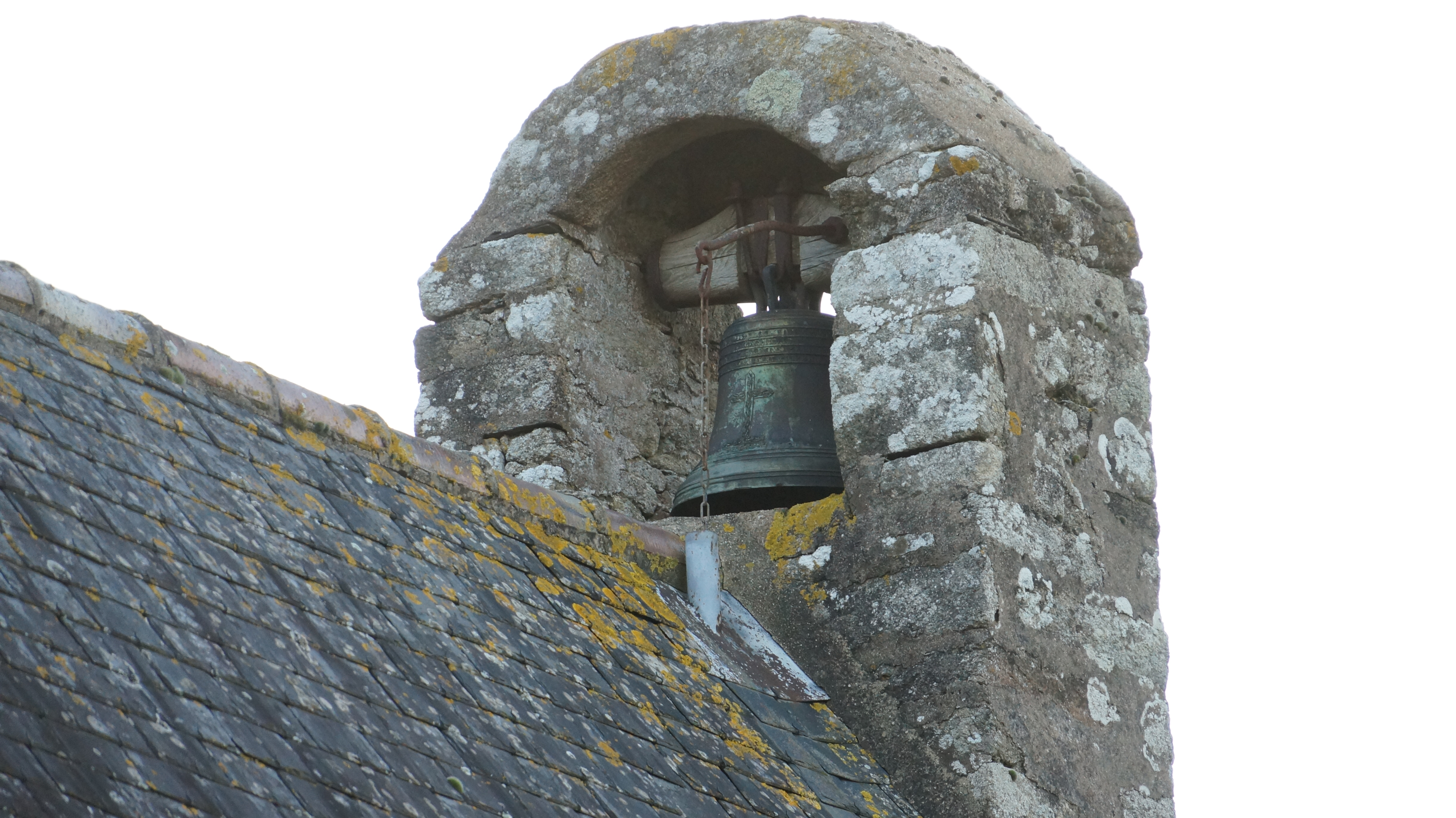
La chapelle Saint-Étienne au Bois-Payen à Allaire. Vue du clocher

La chapelle fut construite en 1576.
- Chapelle de Laupo ou Loppo

La chapelle de Laupo
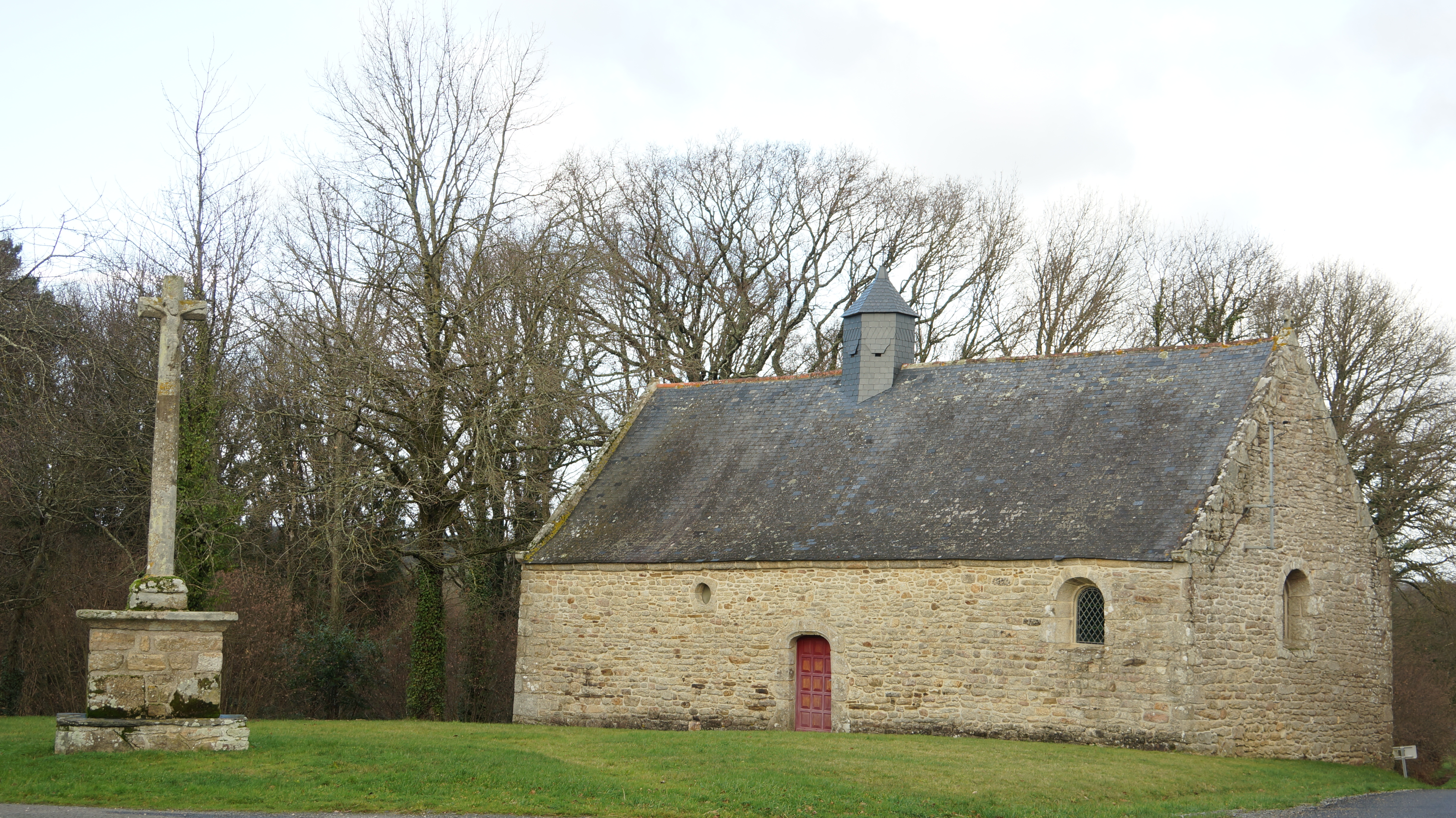
La chapelle de Laupo ou Loppo avec sa croix
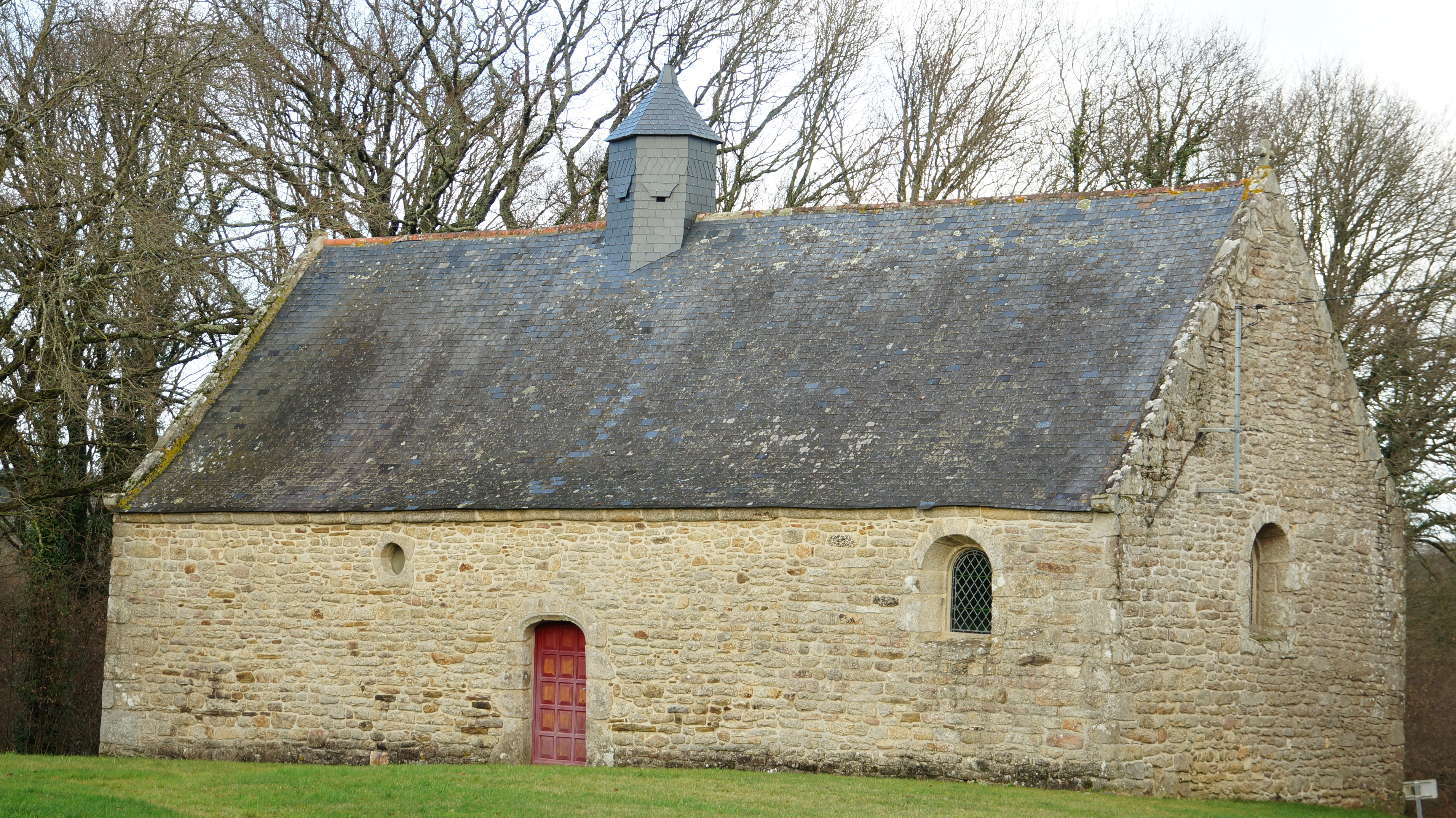
La chapelle de Laupo ou Loppo

- Église Saint-Gaudens

L'église Saint-Gaudens
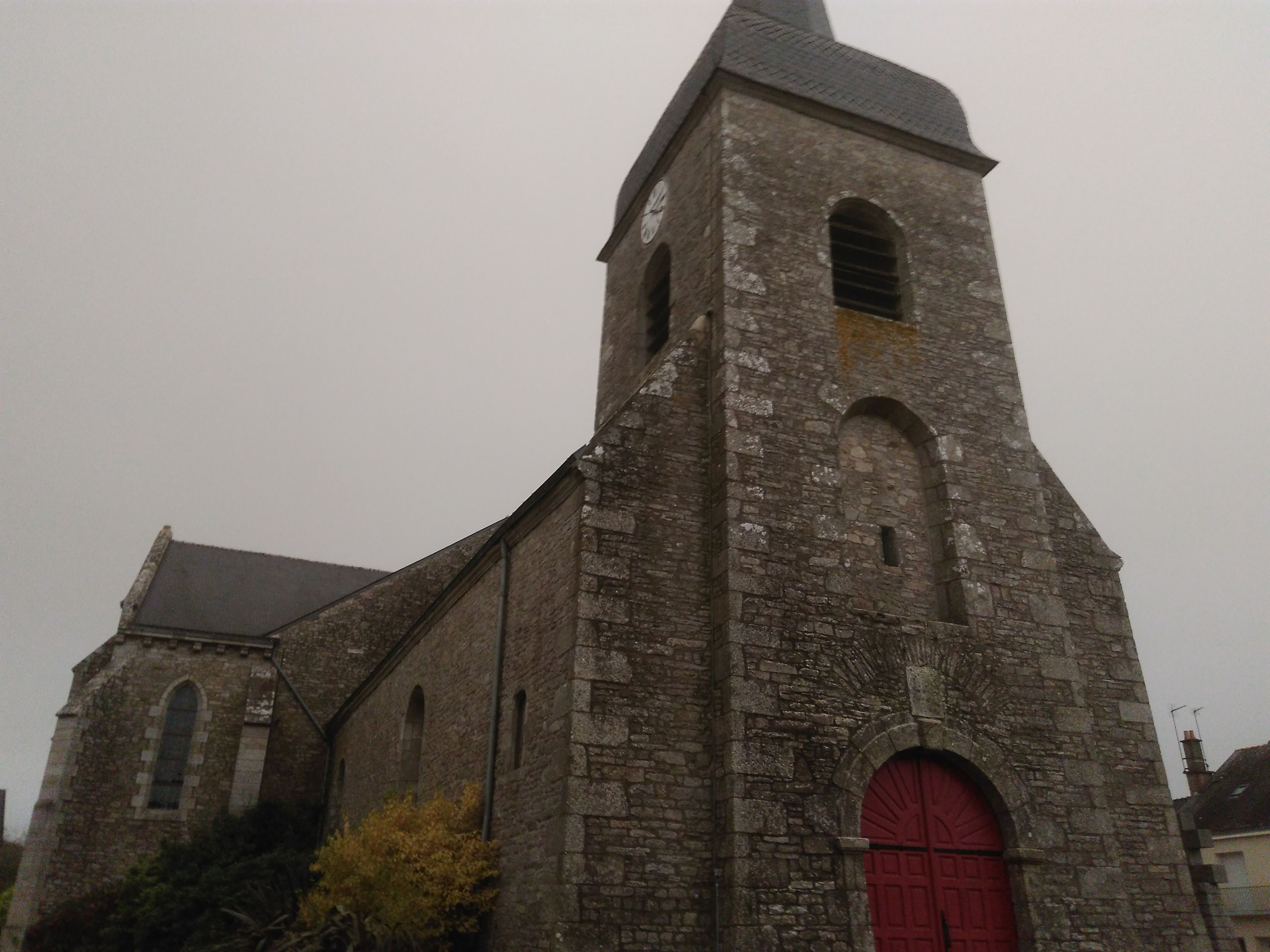
Photo de la façade ouest de l'église Saint-Gaudens.

L'église date d'avant le VIIIe siècle.
La première restauration de l'église date du XVIIe siècle et plus précisément dans l’année 1675,. La restauration fut décidée par Messire Daniel Le Vaillant et financée en majorité par Gabriel de Kervérien (sieur de Vaudequip).
Une seconde restauration obtenue par le Conseil de Fabrique fut entreprise en 1867 concentrée sur la partie est de l'église (le chœur et le transept).
C'est dans l'année 1949 que les 4 cloches du clocher furent installées, puis électrifiées en 1955.

#### Le domaine du Moulin de Quip

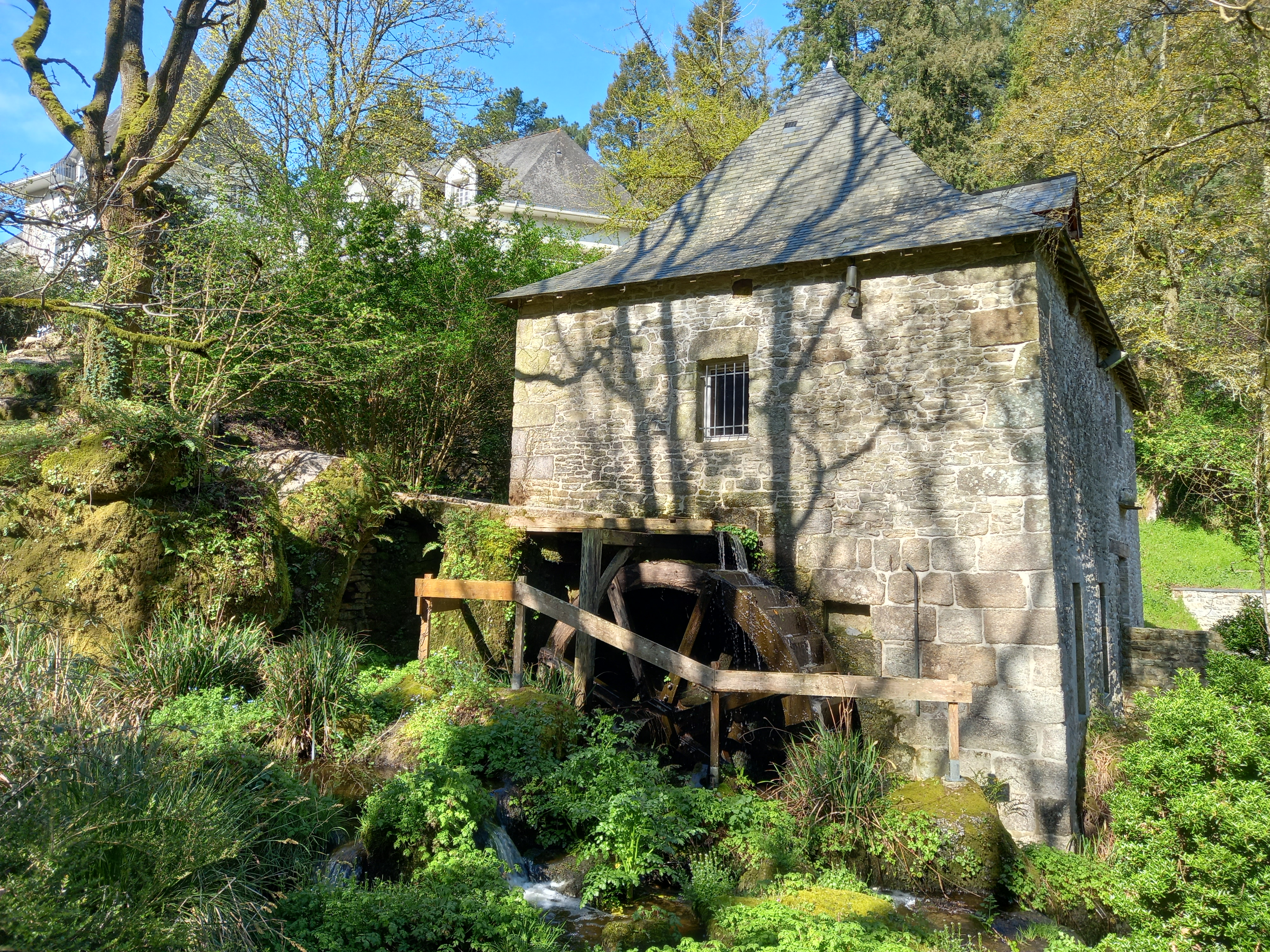
Grand moulin du Moulin de Quip à Allaire

Le domaine du Moulin de Quip appartient à un particulier depuis sa vente en 2020 par la Fédération Bretonne des CAF. En plus d'un moulin à eau et d'un étang le domaine possède une source d'eau chaude minéralisée (18 à 22 °C) unique en Bretagne.

#### Étangs
- Étang de Quip, étang privé appartenant au domaine du Moulin de Quip.

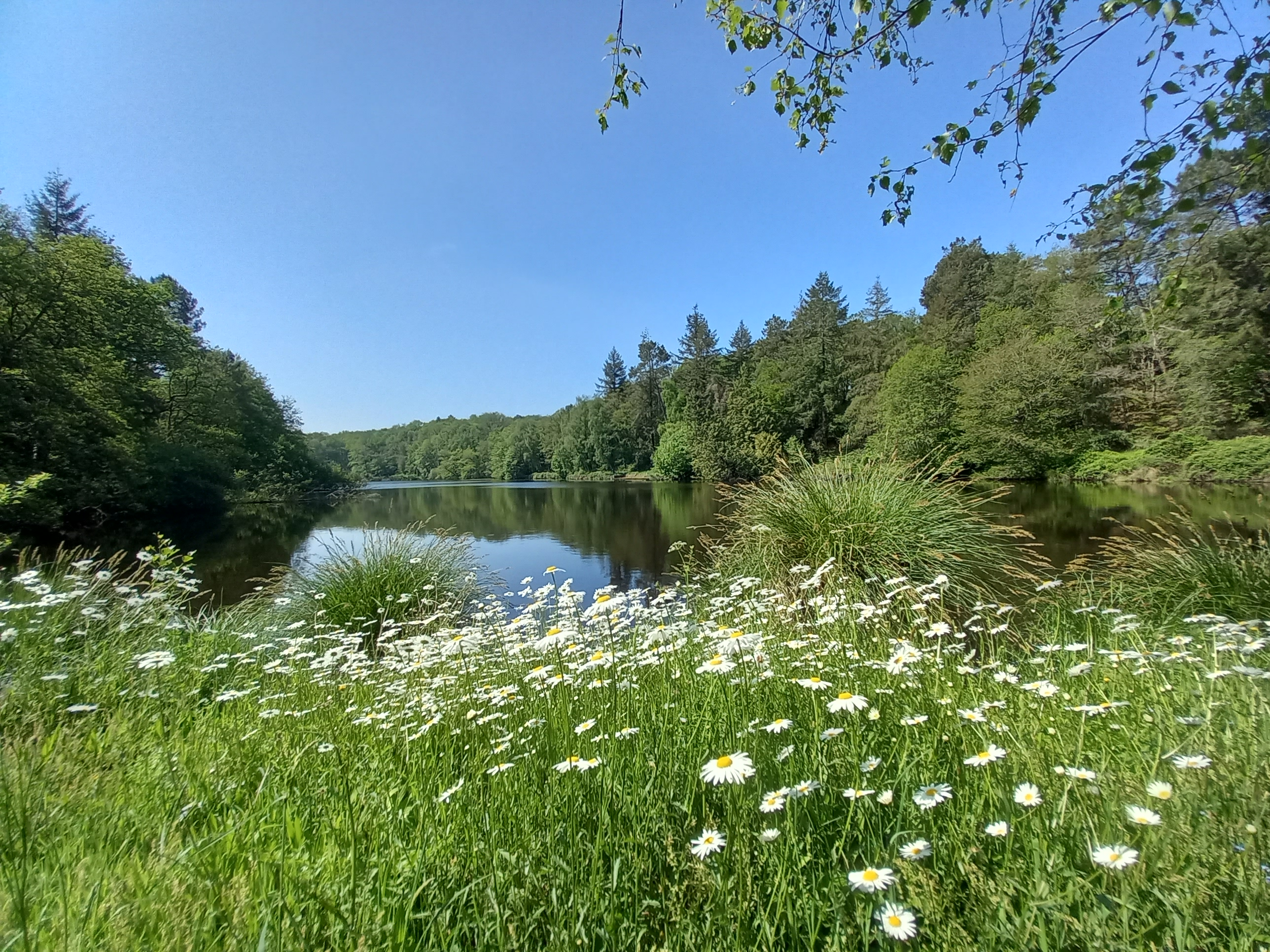
Étang privé du Moulin de Quip à Allaire en mai 2023

- Étang de Coueslé[50]

#### Manoirs et châteaux
- Manoir de Coueslé ;
- Manoir de Deil, inscrit partiellement (façades et toitures) au titre des monuments historiques par arrêté du 15 juin 1976, l'ensemble des éléments composant le manoir, à savoir le pavillon dit Louis XIII en totalité, la fontaine et son bassin, le vivier, les murs de clôture et les sols du jardin clos contenant le mail et les vestiges des anciennes terrasses par arrêté du 27 janvier 2003, le colombier par arrêté du 29 mars 2004[51] ;
- Château du Plessis Rivault ;
- Manoir de Vau de Quip.

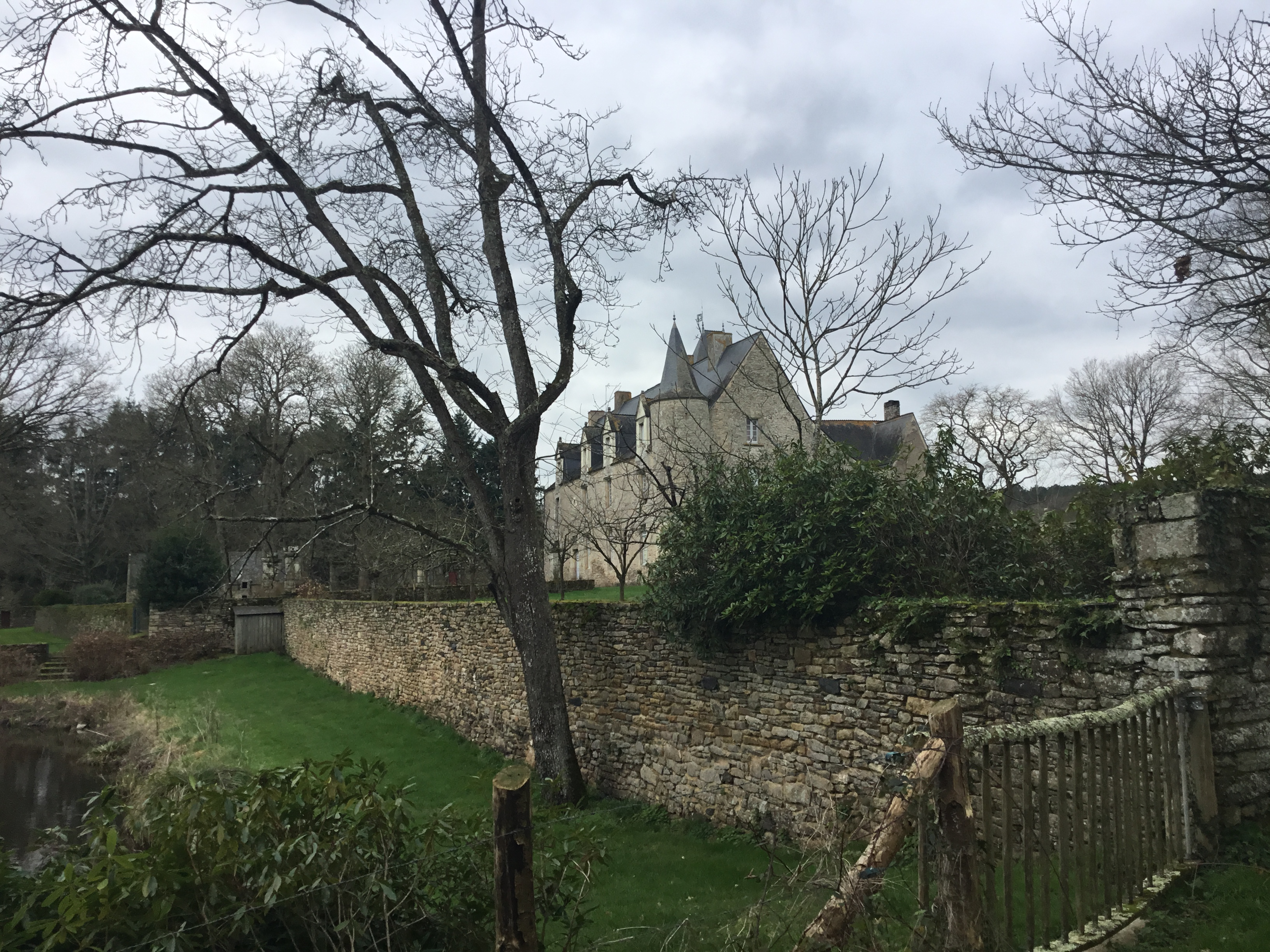
Vue de côté du château du Vau de Quip.
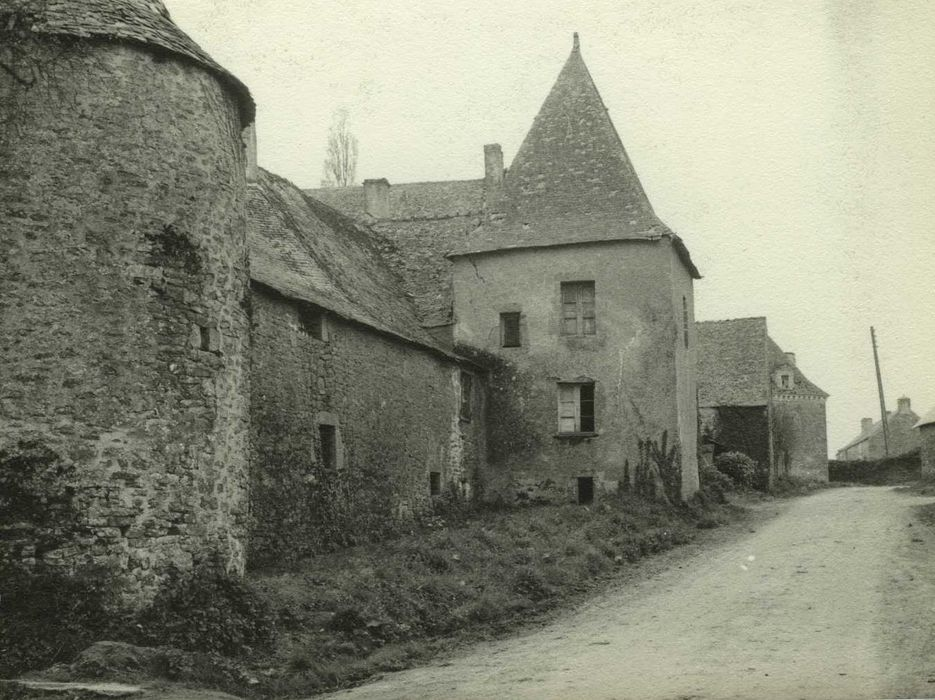
Manoir de Deil.

#### Point d'intérêt
- Hameau "Le Vaubily"

Hameau
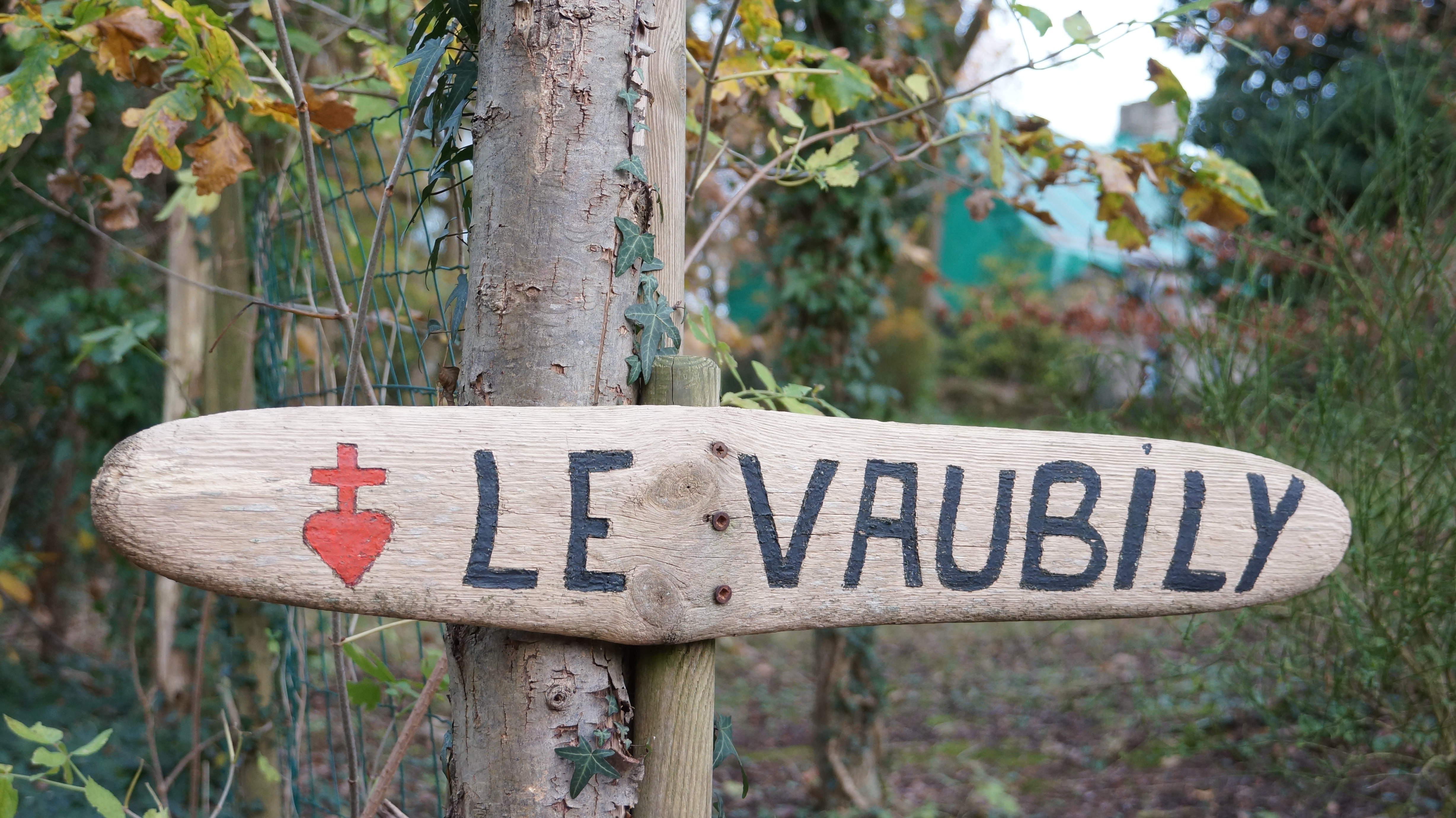
Panneau d'entrée du hameau "Le Vaubily" située à Allaire dans le Morbihan.
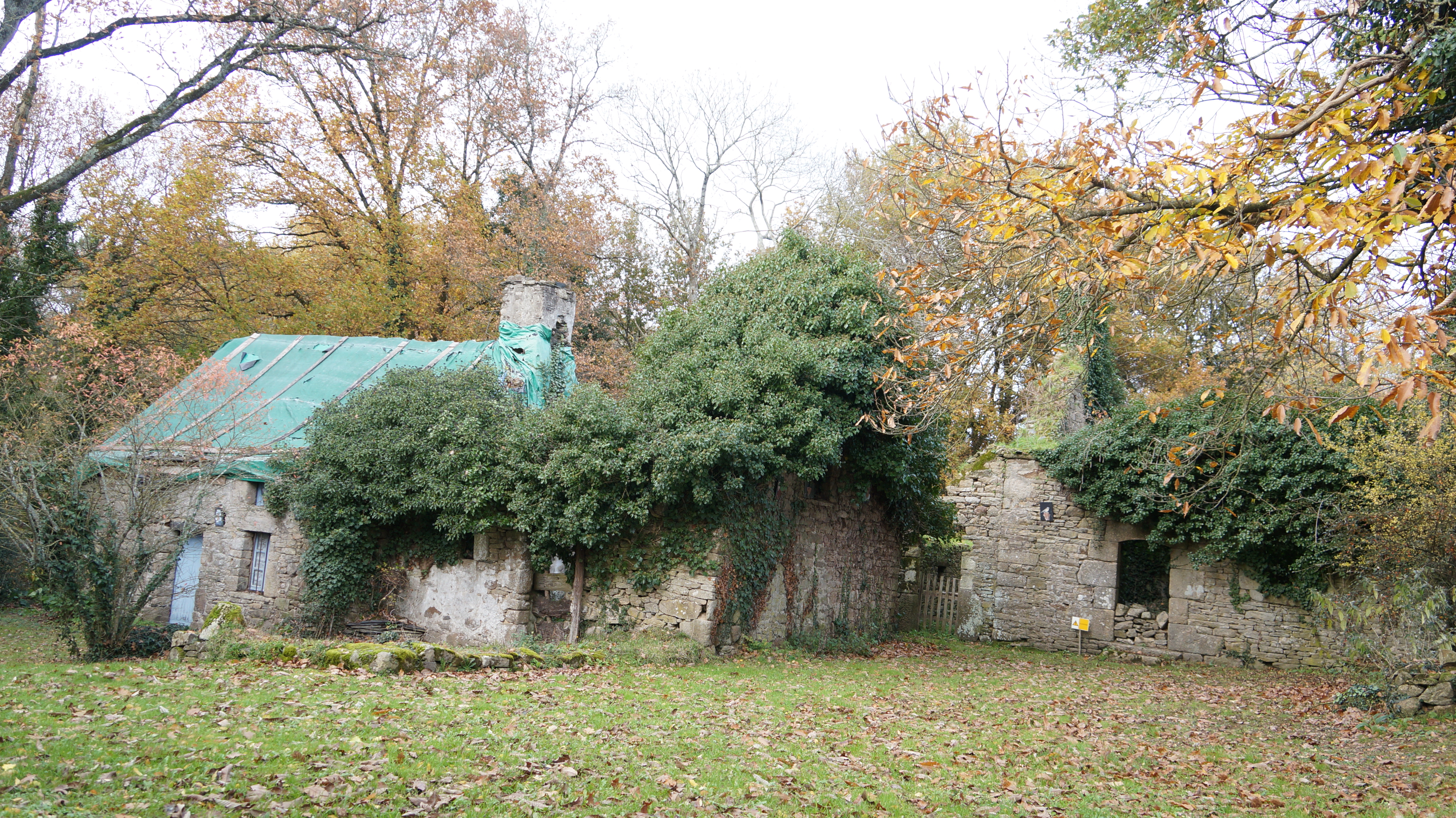
Hameau "Le Vaubily" située à Allaire dans le Morbihan.

### Héraldique
|  | Les armoiries de Allaire se blasonnent ainsi : D'azur à la colombe essorante d'argent, cantonnée de quatre alérions d'or. (Armes de la famille d’Allaire). |

## Jumelages
- Naas (Irlande) depuis 1995.